# Абдикація
Абдикація (лат. abdicatio — зречення) — у праві зарубіжних країн: відмова від влади, посади.
Напевно, найвідоміший приклад абдикації останніх часів — зречення короля Едуарда VIII Великої Британії у 1936. Едуард відмовився від трону заради одруження на громадянці США Волліс Сімпсон, проти якого виступала монарша родина та Англіканська церква.[джерело?]